# Велика церква

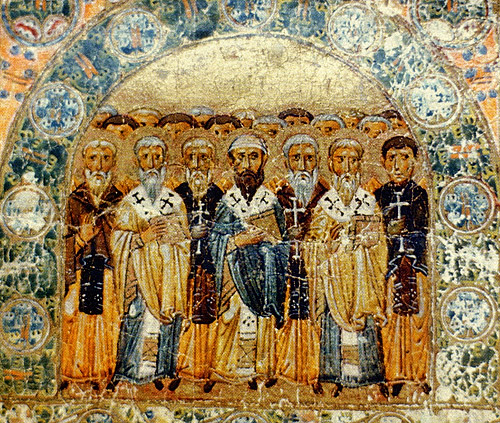
Отці Церкви на зображенні XI століття з Києва

Термін «Велика церква» (лат. ecclesia magna) використовується в історіографії раннього християнства для позначення періоду приблизно від 180 до 313 р. між періодом первісного християнства та періодом легалізації християнської релігії в Римській імперії, що відповідає тому, що називається Анте-Нікейським періодом. «Його справедливо називали періодом Великої церкви з огляду на її чисельний ріст, конституційний розвиток та інтенсивну богословську діяльність».
Це також було визначено як «церква, яку захищають такі, як Ігнатій Антіохійський, Іриней Ліонський, Кипріян Карфагенський та Оріген Александрійський, і характеризується як володіння єдиним вченням і спілкуванням над і проти поділу сект, наприклад, гностицизм та єресі».
На початку четвертого століття Велика церква, або, як її ще називали, Вселенська (католична) церква вже складала близько 15% населення Римської імперії і була готова як чисельно, так і структурно за роль церкви імперії, яка стала державною церквою Римської імперії в 380 р. Однак було б неправильно «надмірно підкреслювати нові зовнішні сторони Церкви за рахунок історичної спадкоємності». Це була все та ж церква.
Роджер Ф. Олсон зазначає: «Згідно з римо-католицьким викладом історії християнського богослов'я, Велика церква католицька і православна жила від Апостолів до сьогодні на Заході, і всі єпископи, які залишились у спілкуванні з єпископом Риму її ієрархія»; або, як це висловила сама католицька церква, «Ця церква, сформована та організована у світі як суспільство, існує в католицькій церкві, якою керує наступник Петра та єпископи у спілкуванні з ним, хоча багато елементів освячення та істини знаходяться поза її видимою структурою».
Безперервність наступності Великої церкви підтверджується і східною православною церквою: «Православ'я розглядає Велику церкву в давнину (протягом більшої частини першого тисячоліття) як що включає, з одного боку, східний православний світ (візантійські патріархати, очолювані ієрарх Константинопольської церкви разом із слов'янськими православними церквами), а з іншого боку — західна католицька церква, якою керує ієрарх Римської церкви».

## Поява

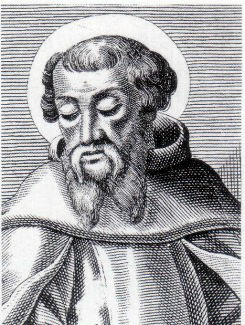
Іриней (2 ст - прибл. 202)

Лоуренс С. Каннінгем, і окремо, Кугель та Ґрір стверджують, що вислів Іринея у Розділі X 1–2 Проти єресей (написаний прибл. 180 AD) — це перша зафіксована згадка про існування «католичної церкви» з основним набором спільних вірувань на противагу ідеям груп дисидентів. Іриней стверджує: 
Каннінгем стверджує, що два моменти в написанні Іренея заслуговують на увагу. По-перше, що Іріней відрізняв церкву однини від «церков» множини, і що більш важливо, Іриней вважає, що лише у більшій одиничній церкві можна знайти істину, видану апостолами Христа.
На початку III століття Велика церква, про яку говорили Іриней та Цельс, поширилася на значну частину світу, і більшість її членів проживали в містах (див. Ранні центри християнства). Зростання був менш рівномірним у всьому світі. Хроніка Арбели стверджувала, що у 225р Н. Е. У всій Персії було 20 єпископів, тоді як приблизно в той же час в околицях Риму було понад 60 єпископів.  Але Велика Церква III століття не була монолітною, вона складалася з мережі церков, пов'язаних між культурними зонами лініями зв'язку, що часом включала особисті стосунки. 
Велика церква виросла у II столітті та увійшла до III століття головним чином у двох імперіях: Римській та Перській, при цьому мережа єпископів, як правило, виступає в якості згуртованого елемента в культурних зонах. У 313 р. Міланський едикт припинив переслідування християн, і до 380 р. Велика церква зібрала достатньо послідовників, щоб стати державною церквою Римської імперії на підставі Солунського едикту.

## Історичні посилання
У Contra Celsum 5.59 і 5.61 Церковний отець Ориген згадує про використання Цельсом кінця II століття термінів «церква безлічі» або «велика церква» для позначення традицій консенсусу, що склалися серед християн того часу, оскільки християнство формувалося.
У IV столітті, коли святий Августин коментував псалом 22, він інтерпретував цей термін як цілий світ, написавши: «Велика церква, брати, що це? Мізерна частина землі — це велика церква? Велика церква означає цілий світ». Авґустин продовжував розповідати про те, як усі різні церкви вважали себе «великою церквою», але що лише весь світ можна розглядати як велику церкву. 

## Богословські основи та відокремлення

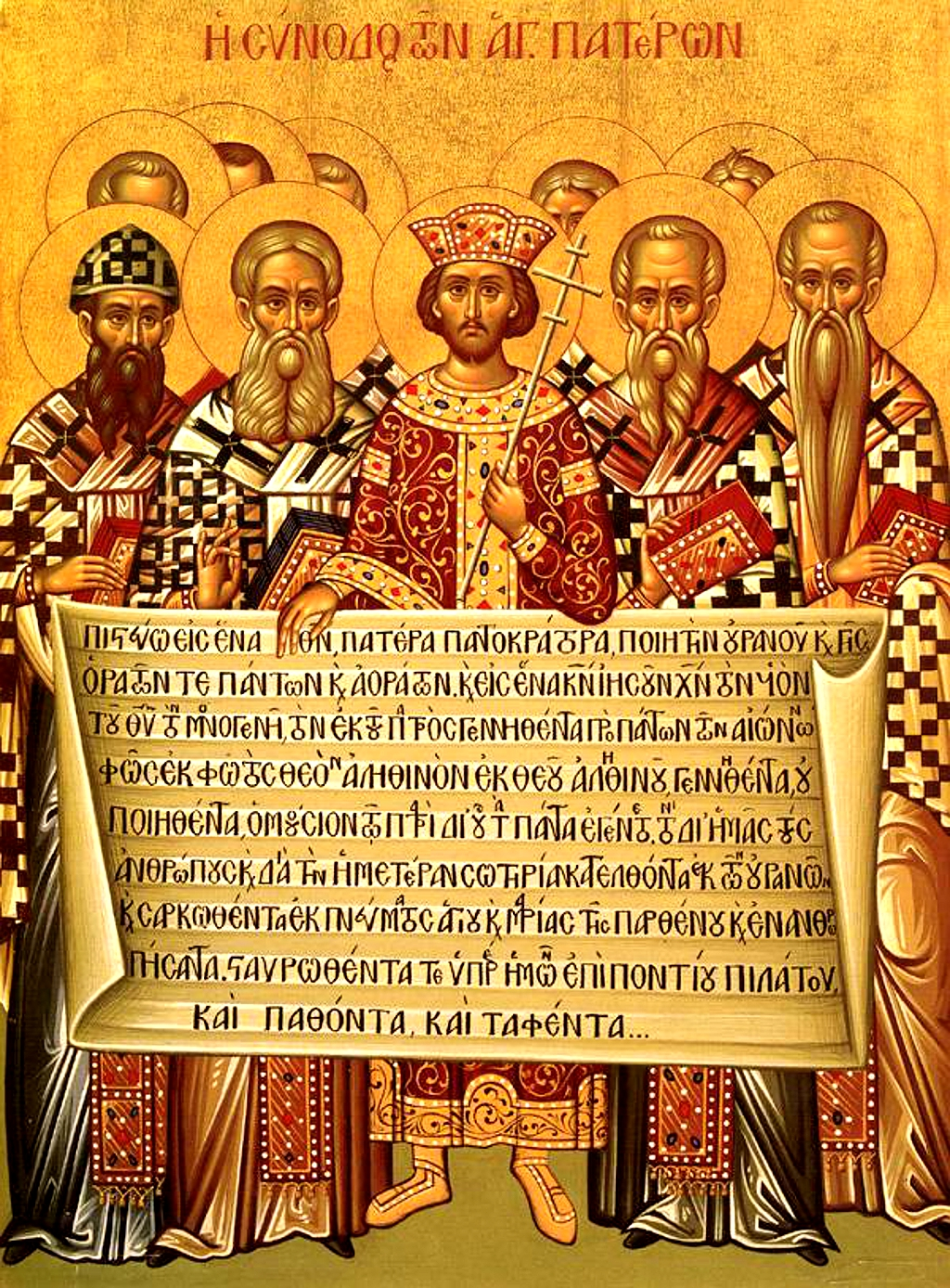
Імператор Костянтин та єпископи з Символом віри 381 року.

Епоха Великої церкви засвідчила розвиток ключових богословських концепцій, які зараз складають тканину релігійних вірувань переважної більшості християн.
Спираючись на Святе Письмо, переважаючи містику та народне благочестя, Іреней формалізував деякі атрибути Бога, написавши в книзі «Проти єресей» , глава 19: «Його величі нічого не бракує, але все містить». Іреней також згадав про раннє використання формули «Батько, Син і Святий Дух», яка з'явилася як частина християнських вірувань, написавши в «Проти єресей» (Книга І, глава X ): 
Близько 213 в Adversus Praxeas (глава 3) Тертуліан подав офіційне уявлення про концепцію Трійці, тобто про те, що Бог існує як одна «субстанція», але як три «Особи»: Батько, Син і Святий Дух. Тертуліан також обговорював, як Святий Дух походить від Батька і Сина. Перший Нікейський собор 325 року, а пізніше Перший Константинопольський собор 381 року оформили ці елементи.
У 451 р. Всім єпископам Великої церкви було наказано бути присутніми на Халкедонському соборі для обговорення богословських питань, що виникли. Це виявилося поворотним моментом, коли західна та східна церкви розійшлися на основі, здавалося б, невеликих христологічних відмінностей, і почали розрив претензії на термін Велика церква обома сторонами.

## Сучасні теорії становлення Великої церкви
Офіційні католицькі видання та інші письменники іноді вважають, що поняття «Велика церква» можна знайти вже в Посланнях Павла, наприклад, в «Це моє правило у всіх церквах» (1 Коринтянам 7:17) і в апостольських отців, таких як листи Ігнатія Антіохійського. Екзегеза навіть розмістила ecclesia magna у перекладах латинської Вульгати «великої громади» ( kahal rab ) єврейської Біблії. Це тлумачення запропонували також Папа Римський Бенедикт XVI та Мартін Лютер.
Денніс Міннс (2010) вважає, що концепція «Великої церкви» була розроблена полемічними єрезіологами, такими як Іреней. Представлення ранньої християнської єдності та ортодоксальності (див. Протоортодоксальне християнство ) та зустрічне представлення таких груп як секти, позначені як «гностичні», такими ранніми єрезіологами, як Іреней, ставлять під сумнів сучасні історики.
Роджер Е. Олсон (1999) використовує цей термін для позначення Великої церкви в часи Халкедонського собору (451), коли Константинопольський Патріарх та Єпископ Риму спілкувалися між собою.

### На відміну від «єврейського християнства»
Цей термін протиставляється єврейським християнам, які стали дедалі чіткіше відокремлюватися від Великої церкви. Вільгельм Шнемельхер та інші, що пишуть про «Апокрифи Нового Завіту», відрізняють писання як сектантські чи від Великої Церкви.
Габріеле Пустка (2005) серед німецьких вчених використовує подібні посилання, де «Велика церква» (нім. Große Kirche) визначається як «церква язичників» (лат. Ecclesia ex gentibus) у порівнянні з «церквою обрізання» (лат. Ecclesia ex circumcisione).
В англомовному світі Брюс Дж. Маліна (1976) протиставив те, що він називає «християнським іудаїзмом» (його зазвичай називають «єврейським християнством»), «історично сприйнятому ортодоксальним християнством, яке перекриває ідеологію Великої церкви, що виникає».
У франкознавчій науці термін Grande Église (лат. Ecclesia magna) також ототожнюють із «більш геленізованими», на відміну від «іудаїзуючих» розділів ранньої церкви і повстання в Бар-Кохбі розглядається як остаточний етап у розділі між іудаїзмом та християнством «Великої Еглізи». Серед тих, хто наголошує на цьому бінарному погляді на раннє християнство, є Симон Клод Мімуні та Франсуа Бланшетьєр.